# Оскар (кинопремия, 1977)
49-я церемония вручения наград премии «Оскар» за заслуги в области кинематографа за 1976 год состоялась 28 марта 1977 года в Dorothy Chandler Pavilion (Лос-Анджелес, Калифорния). Номинанты были объявлены 10 февраля 1977 года.

## Фильмы, получившие несколько номинаций
| Фильм                                                  | номинации | награды |
| ------------------------------------------------------ | --------- | ------- |
| • Телесеть                                             | 10        | 4       |
| • Рокки                                                | 10        | 3       |
| • Вся президентская рать                               | 8         | 4       |
| • На пути к славе                                      | 6         | 2       |
| • Звезда родилась                                      | 4         | 1       |
| • Таксист                                              | 4         | 0       |
| • Паскуалино «Семь красоток»                           | 4         | 0       |
| • Кинг-Конг                                            | 2         | 0 + 1   |
| • Бегство Логана                                       | 2         | 0 + 1   |
| • Кузен, кузина                                        | 3         | 0       |
| • Путешествие проклятых                                | 3         | 0       |
| • Казанова Федерико Феллини                            | 2         | 1       |
| • Омен                                                 | 2         | 1       |
| • Лицом к лицу                                         | 2         | 0       |
| • Кэрри                                                | 2         | 0       |
| • Семипроцентный раствор / The Seven-Per-Cent Solution | 2         | 0       |
| • Несравненная Сара / The Incredible Sarah             | 2         | 0       |

## Список лауреатов и номинантов
★ Победители выделены отдельным цветом. 

### Основные категории
| Категории                         | Лауреаты и номинанты                                                                                               | Лауреаты и номинанты                                                                        |
| --------------------------------- | --- | ------------------------------------------------------------------------------------------- |
| Лучший фильм                      | ★ Рокки / Rocky (продюсеры: Ирвин Уинклер и Роберт Чартофф)                                                        | ★ Рокки / Rocky (продюсеры: Ирвин Уинклер и Роберт Чартофф)                                 |
| Лучший фильм                      | • Вся президентская рать / All the President’s Men (продюсер: Уолтер Кобленц)                                      |                                                                                             |
| Лучший фильм                      | • На пути к славе / Bound for Glory (продюсеры: Роберт Ф. Блюмоф и Харольд Левенталь)                              |                                                                                             |
| Лучший фильм                      | • Телесеть / Network (продюсер: Ховард Готтфрид)                                                                   |                                                                                             |
| Лучший фильм                      | • Таксист / Taxi Driver (продюсеры: Майкл Филлипс и Джулия Филлипс)                                                |                                                                                             |
| Лучший режиссёр                   | ★ Джон Джи Эвилдсен за фильм «Рокки»                                                                               | ★ Джон Джи Эвилдсен за фильм «Рокки»                                                        |
| Лучший режиссёр                   | • Алан Дж. Пакула — «Вся президентская рать»                                                                       |                                                                                             |
| Лучший режиссёр                   | • Ингмар Бергман — «Лицом к лицу»                                                                                  |                                                                                             |
| Лучший режиссёр                   | • Сидни Люмет — «Телесеть»                                                                                         |                                                                                             |
| Лучший режиссёр                   | • Лина Вертмюллер — «Паскуалино „Семь красоток“»                                                                   |                                                                                             |
| Лучший актёр                      | Питер Финч | ★ Питер Финч (награждён посмертно) — «Телесеть» (за роль Говарда Била)                      |
| Лучший актёр                      | Питер Финч | • Роберт Де Ниро — «Таксист» (за роль Трэвиса Бикла)                                        |
| Лучший актёр                      | Питер Финч | • Джанкарло Джаннини — «Паскуалино „Семь красоток“» (за роль Паскуалино Фрафусо)            |
| Лучший актёр                      | Питер Финч | • Уильям Холден — «Телесеть» (за роль Макса Шумахера)                                       |
| Лучший актёр                      | Питер Финч | • Сильвестр Сталлоне — «Рокки» (за роль Рокки Бальбоа)                                      |
| Лучшая актриса                    | | ★ Фэй Данауэй — «Телесеть» (за роль Дайаны Кристенсен)                                      |
| Лучшая актриса                    | • Мари-Кристин Барро — «Кузен, кузина» (за роль Марты)                                                             |                                                                                             |
| Лучшая актриса                    | • Талия Шайр — «Рокки» (за роль Эдриан Пеннино)                                                                    |                                                                                             |
| Лучшая актриса                    | • Сисси Спейсек — «Кэрри» (за роль Кэрри Уайт)                                                                     |                                                                                             |
| Лучшая актриса                    | • Лив Ульман — «Лицом к лицу» (за роль доктора Йенни Исакссон)                                                     |                                                                                             |
| Лучший актёр второго плана        | Джейсон Робардс | ★ Джейсон Робардс — «Вся президентская рать» (за роль Бена Бредли)                          |
| Лучший актёр второго плана        | Джейсон Робардс | • Нед Битти — «Телесеть» (за роль Артура Дженсена)                                          |
| Лучший актёр второго плана        | Джейсон Робардс | • Бёрджесс Мередит — «Рокки» (за роль Микки Голдмилла)                                      |
| Лучший актёр второго плана        | Джейсон Робардс | • Лоуренс Оливье — «Марафонец» (за роль доктора Кристиана Зелля)                            |
| Лучший актёр второго плана        | Джейсон Робардс | • Берт Янг — «Рокки» (за роль Поли Пеннино)                                                 |
| Лучшая актриса второго плана      | | ★ Беатрис Стрейт — «Телесеть» (за роль Луизы Шумахер)                                       |
| Лучшая актриса второго плана      | • Джейн Александер — «Вся президентская рать» (за роль Джуди Холбек)                                               |                                                                                             |
| Лучшая актриса второго плана      | • Джоди Фостер — «Таксист» (за роль Айрис Стенсмы)                                                                 |                                                                                             |
| Лучшая актриса второго плана      | • Ли Грант — «Путешествие проклятых» (за роль Лиллиан Розен)                                                       |                                                                                             |
| Лучшая актриса второго плана      | • Пайпер Лори — «Кэрри» (за роль Маргарет Уайт)                                                                    |                                                                                             |
| Лучший оригинальный сценарий      | Пэдди Чаефски | ★ Пэдди Чаефски — «Телесеть»                                                                |
| Лучший оригинальный сценарий      | Пэдди Чаефски | • Жан-Шарль Таккелла (сюжет и сценарий) и Даниэль Томпсон (адаптация) — «Кузен, кузина»     |
| Лучший оригинальный сценарий      | Пэдди Чаефски | • Уолтер Бернстайн — «Подставное лицо»                                                      |
| Лучший оригинальный сценарий      | Пэдди Чаефски | • Сильвестр Сталлоне — «Рокки»                                                              |
| Лучший оригинальный сценарий      | Пэдди Чаефски | • Лина Вертмюллер — «Паскуалино „Семь красоток“»                                            |
| Лучший адаптированный сценарий    | ★ Уильям Голдман — «Вся президентская рать» (по книге Боба Вудворда и Карла Бернштайна)                            | ★ Уильям Голдман — «Вся президентская рать» (по книге Боба Вудворда и Карла Бернштайна)     |
| Лучший адаптированный сценарий    | • Роберт Гетчелл — «На пути к славе» (по автобиографии Вуди Гатри «Bound For Glory»)                               |                                                                                             |
| Лучший адаптированный сценарий    | • Федерико Феллини и Бернардино Дзаппони — «Казанова» (по автобиографии Джакомо Казановы «История моей жизни»)     |                                                                                             |
| Лучший адаптированный сценарий    | • Николас Мейер — «Семипроцентный раствор» (по одноимённому роману автора)                                         |                                                                                             |
| Лучший адаптированный сценарий    | • Стив Шэган и Дэвид Батлер — «Путешествие проклятых» (по одноимённой книге Гордона Томаса и Макса Моргана Уиттса) |                                                                                             |
| Лучший фильм на иностранном языке | ★ Чёрное и белое в цвете / La Victoire en chantant (Берег Слоновой Кости) реж. Жан-Жак Анно                        | ★ Чёрное и белое в цвете / La Victoire en chantant (Берег Слоновой Кости) реж. Жан-Жак Анно |
| Лучший фильм на иностранном языке | • Кузен, кузина / Cousin, cousine (Франция) реж. Жан-Шарль Таккелла                                                |                                                                                             |
| Лучший фильм на иностранном языке | • Якоб-лжец / Jakob der Lügner (ГДР) реж. Франк Байер                                                              |                                                                                             |
| Лучший фильм на иностранном языке | • Ночи и дни / Noce i dnie (Польша) реж. Ежи Антчак                                                                |                                                                                             |
| Лучший фильм на иностранном языке | • Паскуалино «Семь красоток» / Pasqualino Settebellezze (Италия) реж. Лина Вертмюллер                              |                                                                                             |

### Другие категории
| Категории                                                 | Лауреаты и номинанты | Лауреаты и номинанты                                                                                            |
| --------------------------------------------------------- | --- | --- |
| Лучшая музыка: Оригинальный саундтрек                     | Джерри Голдсмит | ★ Джерри Голдсмит — «Омен»                                                                                      |
| Лучшая музыка: Оригинальный саундтрек                     | Джерри Голдсмит | • Бернард Херрманн (посмертно) — «Наваждение»                                                                   |
| Лучшая музыка: Оригинальный саундтрек                     | Джерри Голдсмит | • Джерри Филдинг — «Джоси Уэйлс — человек вне закона»                                                           |
| Лучшая музыка: Оригинальный саундтрек                     | Джерри Голдсмит | • Бернард Херрманн (посмертно) — «Таксист»                                                                      |
| Лучшая музыка: Оригинальный саундтрек                     | Джерри Голдсмит | • Лало Шифрин — «Путешествие проклятых»                                                                         |
| Лучшая музыка: Запись песен к фильму, адаптация партитуры | ★ Леонард Розенман (адаптация партитуры) — «На пути к славе» | ★ Леонард Розенман (адаптация партитуры) — «На пути к славе»                                                    |
| Лучшая музыка: Запись песен к фильму, адаптация партитуры | • Пол Уильямс (запись песен, адаптация партитуры) — «Багси Мэлоун»                                                                                                   | |
| Лучшая музыка: Запись песен к фильму, адаптация партитуры | • Роджер Келлуэй (адаптация партитуры) — «Звезда родилась» | |
| Лучшая песня к фильму                                     | ★ Evergreen (Love Theme from A Star Is Born) — «Звезда родилась» — музыка: Барбра Стрейзанд, слова: Пол Уильямс                                                      | ★ Evergreen (Love Theme from A Star Is Born) — «Звезда родилась» — музыка: Барбра Стрейзанд, слова: Пол Уильямс |
| Лучшая песня к фильму                                     | • Ave Satani — «Омен» — музыка и слова: Джерри Голдсмит | |
| Лучшая песня к фильму                                     | • Come to Me — «Розовая Пантера наносит новый удар» — музыка: Генри Манчини, слова: Дон Блэк                                                                         | |
| Лучшая песня к фильму                                     | • Gonna Fly Now — «Рокки» — музыка: Билл Конти, слова: Кэрол Коннорс, Айн Роббинс                                                                                    | |
| Лучшая песня к фильму                                     | • A World That Never Was — «Половина дома» — музыка: Сэмми Фэйн, слова: Пол Френсис Уэбстер                                                                          | |
| Лучший монтаж                                             | ★ Ричард Хэлси, Скотт Конрад — «Рокки» | ★ Ричард Хэлси, Скотт Конрад — «Рокки»                                                                          |
| Лучший монтаж                                             | • Роберт Л. Вульф — «Вся президентская рать» | |
| Лучший монтаж                                             | • Роберт С. Джонс, Пемброук Дж. Херринг — «На пути к славе» | |
| Лучший монтаж                                             | • Алан Хайм — «Телесеть» | |
| Лучший монтаж                                             | • Ив Ньюман, Уолтер Ханнеманн — «Двухминутное предупреждение» | |
| Лучшая операторская работа                                | ★ Хаскелл Уэкслер — «На пути к славе» | ★ Хаскелл Уэкслер — «На пути к славе»                                                                           |
| Лучшая операторская работа                                | • Ричард Х. Клайн — «Кинг-Конг» | |
| Лучшая операторская работа                                | • Эрнест Ласло — «Бегство Логана» | |
| Лучшая операторская работа                                | • Оуэн Ройзман — «Телесеть» | |
| Лучшая операторская работа                                | • Роберт Л. Сёртис — «Звезда родилась» | |
| Лучшая работа художника                                   | ★ Джордж Дженкинс (постановщик), Джордж Гейнс (декоратор) — «Вся президентская рать»                                                                                 | ★ Джордж Дженкинс (постановщик), Джордж Гейнс (декоратор) — «Вся президентская рать»                            |
| Лучшая работа художника                                   | • Эллиот Скотт, Норман Рейнольдс (постановщики), Питер Хоуитт (декоратор) — «Несравненная Сара»                                                                      | |
| Лучшая работа художника                                   | • Джин Каллахан, Джек Т. Коллис (постановщики), Джерри Вундерлих (декоратор) — «Последний магнат»                                                                    | |
| Лучшая работа художника                                   | • Дэйл Хеннеси (постановщик), Роберт Де Вестел (декоратор) — «Бегство Логана»                                                                                        | |
| Лучшая работа художника                                   | • Роберт Ф. Бойл (постановщик), Артур Джеф Паркер (декоратор) — «Самый меткий»                                                                                       | |
| Лучший дизайн костюмов                                    | ★ Данило Донати — «Казанова Федерико Феллини» | ★ Данило Донати — «Казанова Федерико Феллини»                                                                   |
| Лучший дизайн костюмов                                    | • Уильям Уэр Тэйсс — «На пути к славе» | |
| Лучший дизайн костюмов                                    | • Энтони Мендлесон — «Несравненная Сара» | |
| Лучший дизайн костюмов                                    | • Мэри Уиллс — «Заговор в Пасху» | |
| Лучший дизайн костюмов                                    | • Алан Баррет — «Семипроцентный раствор» | |
| Лучший звук                                               | ★ Артур Пиантадоси, Лес Фрешольц, Дик Александр, Джеймс Э. Уэбб — «Вся президентская рать»                                                                           | ★ Артур Пиантадоси, Лес Фрешольц, Дик Александр, Джеймс Э. Уэбб — «Вся президентская рать»                      |
| Лучший звук                                               | • Гарри У. Тетрик (посмертно), Уильям Л. Маккоги, Аарон Рочин, Джек Соломон — «Кинг-Конг»                                                                            | |
| Лучший звук                                               | • Гарри У. Тетрик (посмертно), Уильям Л. Маккоги, Lyle J. Burbridge, Бад Алпер — «Рокки»                                                                             | |
| Лучший звук                                               | • Дональд О. Митчелл, Дуглас О. Уильямс, Ричард Тайлер, Харольд М. Этерингтон — «Серебряная стрела»                                                                  | |
| Лучший звук                                               | • Роберт Кнадсон, Дэн Валлин, Роберт Гласс, Том Овертон — «Звезда родилась»                                                                                          | |
| Лучший документальный полнометражный фильм                | ★ Округ Харлан, США / Harlan County, USA (продюсер: Барбара Коппл)                                                                                                   | ★ Округ Харлан, США / Harlan County, USA (продюсер: Барбара Коппл)                                              |
| Лучший документальный полнометражный фильм                | • Голливуд в суде / Hollywood on Trial (продюсеры: Джеймс Гутман и Дэвид Хелперн)                                                                                    | |
| Лучший документальный полнометражный фильм                | • От края / Off the Edge (продюсер: Майкл Фёрт) | |
| Лучший документальный полнометражный фильм                | • Люди Ветра / People of the Wind (продюсеры: Энтони Ховарт и Дэвид Кофф)                                                                                            | |
| Лучший документальный полнометражный фильм                | • Вулкан: Расследование жизни и смерти Малькольма Лоури / Volcano: An Inquiry Into the Life and Death of Malcolm Lowry (продюсеры: Дональд Бриттейн и Роберт Дункан) | |
| Лучший документальный короткометражный фильм              | ★ Сочти наши дни / Number Our Days (продюсер: Линн Литтман) | ★ Сочти наши дни / Number Our Days (продюсер: Линн Литтман)                                                     |
| Лучший документальный короткометражный фильм              | • Чистка обуви по-американски / American Shoeshine (продюсер: Спарки Грин)                                                                                           | |
| Лучший документальный короткометражный фильм              | • Блэквуд / Blackwood (продюсеры: Тони Иэнзэло и Энди Томсон) | |
| Лучший документальный короткометражный фильм              | • Конец дороги / The End of the Road (продюсер: Джон Армстронг) | |
| Лучший документальный короткометражный фильм              | • Вселенная / Universe (продюсер: Лестер Новрос) | |
| Лучший игровой короткометражный фильм                     | ★ В краю льда / In the Region of Ice (продюсеры: Андре Р. Гуттфройнд и Питер Уэрнер)                                                                                 | ★ В краю льда / In the Region of Ice (продюсеры: Андре Р. Гуттфройнд и Питер Уэрнер)                            |
| Лучший игровой короткометражный фильм                     | • Кудзу / Kudzu (продюсер: Марджори Энн Шорт) | |
| Лучший игровой короткометражный фильм                     | • Утренний паук / The Morning Spider (продюсеры: Джулиан Шагрин и Клод Шагрин)                                                                                       | |
| Лучший игровой короткометражный фильм                     | • Ночная жизнь / Nightlife (продюсеры: Клер Вилбур и Робин Леман) | |
| Лучший игровой короткометражный фильм                     | • Номер один / Number One (продюсеры: Дайан Кэннон и Винс Кэннон) | |
| Лучший анимационный короткометражный фильм                | ★ Досуг / Leisure (продюсер: Сюзанн Бэйкер) | ★ Досуг / Leisure (продюсер: Сюзанн Бэйкер)                                                                     |
| Лучший анимационный короткометражный фильм                | • Дедал / Dedalo (продюсер: Манфредо Манфреди) | |
| Лучший анимационный короткометражный фильм                | • Улица / The Street (продюсеры: Кэролайн Лиф и Гай Гловер) | |

### Специальные награды
| Награда                         | Лауреаты                                                                                   |
| ------------------------------- | ------------------------------------------------------------------------------------------ |
| Премия за особые достижения     | ★ Карло Рамбальди, Глен Робинсон, Франк Ван дер Веер — «Кинг-Конг» — за визуальные эффекты |
| Премия за особые достижения     | ★ Л. Б. Эбботт, Глен Робинсон, Мэттью Юрисич — «Бегство Логана» — за визуальные эффекты    |
| Награда имени Ирвинга Тальберга | ★ Пандро С. Берман                                                                         |

## Научно-технические награды
| Категории | Лауреаты |
| --------- | --- |
| Class I   | Не присуждалась |
| Class II  | • Consolidated Film Industries, Barnebey-Cheney Co. — за разработку системы регенерации паров растворителей для очистки пленок в кинолаборатории.                                     |
| Class II  | • Уильям Л. Грэхем, Манфред Г. Майкельсон, Джеффри Ф. Норман, Зигфрид Сейберт (Technicolor) — за разработку и проектирование непрерывной высокоскоростной системы цветной кинопечати. |
| Class III | • Фред Бартшер (Kollmorgen Corp.), Гленн Берггрен (Schneider Corp.) — за проектирование и разработку однолинзовой лупы для кинопроекционных объективов.                               |
| Class III | • Panavision, Inc. — за проектирование и разработку сверхскоростных объективов для киносъемки.                                                                                        |
| Class III | • Хироши Судзукава (Canon), Уилтон Р. Холм (Центр исследований кино и телевидения AMPTP) — за проектирование и разработку сверхскоростных объективов для киносъемки.                  |
| Class III | • Carl Zeiss Co. — за проектирование и разработку сверхскоростных объективов для киносъемки.                                                                                          |
| Class III | • Отдел фотоисследований Kollmorgen Corp. — за разработку и изготовление спектрометра TriColor Meter.                                                                                 |

## Рекорды церемонии
- Лина Вертмюллер стала первой женщиной, номинированной в категории «Лучшая режиссура».